# Суслов, Вольт Николаевич
Вольт Николаевич Суслов (24 декабря 1926 года, Ленинград, РСФСР, СССР — 22 ноября 1998 года, Санкт-Петербург, Россия) — русский прозаик и поэт. Заслуженный работник культуры РСФСР (1974).

## Биография
Суслов родился в семье, где отец был железнодорожником, а мать — врачом. Семья проживала на Васильевском острове в Ленинграде. С началом Великой Отечественной войны Суслов остался в городе и пережил блокаду 1941—1942 годов. Воспоминания об этом писатель впоследствии воплотил в книге для детей «Красные облака». Вскоре ему предстояла мобилизация в армию, да и он сам хотел попасть на фронт, но медкомиссия дважды отказывала ему в призыве из-за маленького роста (137 см).
В январе 1944 года, снова пройдя медкомиссию, Суслов всё же получил разрешение отправиться в армию. Он попал на Ленинградский фронт. Сначала проходил боевую подготовку на стрельбище, но из-за роста она была неудачной. Его снова направили на медкомиссию, после чего он был зачислен в учебный автомобильный полк. Весной 1944 года Суслов получил права водителя 3-го класса. После этого Суслов попал на фронт. Служил в отдельной дезинфекционной роте № 144; заведовал полевой походной баней, которая располагалась на шасси полуторки «ГАЗ-АА». Войну завершил в Восточной Пруссии. Тогда же, на фронте Суслов вступил в компартию. Награждён медалями «За оборону Ленинграда» и «За победу над Германией», Орденом Отечественной войны II степени (1985).
После войны, в армии закончил 10 классов в вечерней школе. Демобилизовался в 1950 году. После демобилизации поступил в Ленинградский университет, на отделение журналистики. Первые два года учился на заочном отделении, три следующих года — на дневном.
В 1954—1975 годах был литературным сотрудником и заместителем редактора газеты «Ленинские искры». За эти годы было напечатано много его статей, фельетонов, репортажей из школьной жизни. Также был редактором-составителем журнала «Искорка», сотрудничал с журналом «Костёр». Опубликовал ряд стихотворных книг для детей. В соавторстве со многими композиторами писал тексты песен (всего около 300 текстов), в том числе песни на его стихи звучат в фильме 1972 года «Случайный адрес».
Суслова избрали секретарём правления Ленинградской писательской организации. Он возглавил секцию детской и юношеской литературы. Ему было присвоено звание «Заслуженный работник культуры РСФСР».